# Larisa Korobejnikovová
Larisa Viktorovna Korobejnikovová (* 26. března 1987 Kurgan, Sovětský svaz) je ruská sportovní šermířka, která se specializuje na šerm fleretem. Rusko reprezentuje od druhého desetiletí jednadvacátého století. Na olympijských hrách startovala v roce 2012 v soutěži družstev. V roce 2015 obsadila druhé a v roce 2012, 2016 třetí místo na mistrovství Evropy v soutěži jednotlivkyň. S ruským družstvem fleretistek vybojovala na olympijských hrách 2012 stříbrnou olympijskou medaili. V roce 2011 a 2016 vybojovala s družstvem titul mistryň světa a v roce 2016 vybojovala s družstvem titul mistryň Evropy.